# Lysipomia sphagnophila
Lysipomia sphagnophila är en klockväxtart som beskrevs av August Heinrich Rudolf Grisebach och Hugh Algernon Weddell. Lysipomia sphagnophila ingår i släktet Lysipomia och familjen klockväxter.

## Underarter
Arten delas in i följande underarter:
- L. s. acuta
- L. s. angelensis
- L. s. minor
- L. s. sphagnophila
- L. s. variabilis